# Arthur Grainger
Arthur Grainger là một cầu thủ bóng đá người Anh thi đấu cho Lincoln City.